# Paxil·la
Una paxil·la és una petita estructura en forma de paraigües que de vegades es troba en els equinoderms, particularment en les estrelles de mar (classe Asteroïdeus) com Luidia, Astropecten i Goniaster que se submergeixen en els sediments. Són ossicles compostos per microcristalls de calcita que es troben a la superfície aboral (superior) de l'animal. Les seves tiges surten de la paret del cos i les seves corones semblants a un paraigües, cadascuna de franges curtes, es troben de punta a punta formant una falsa pell externa protectora. La cavitat plena d'aigua que hi ha a sota conté la placa madrepòrica i delicades estructures branquials conegudes com a papil·les.